# Graciela Elina Lotufo

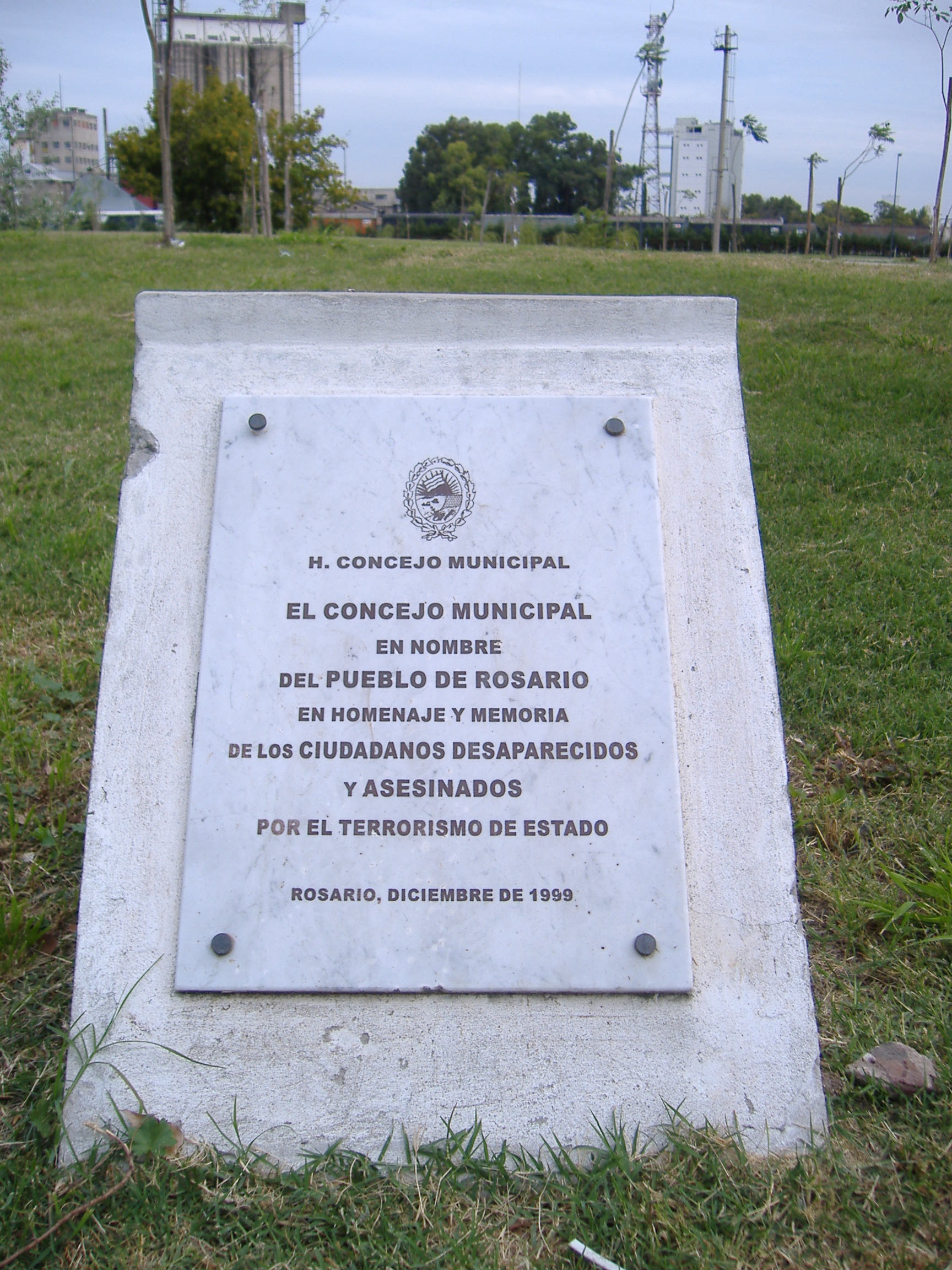
Recordatorio desaparecidos, Rosario

Graciela Elina Teresa Lotufo (o Lo Tufo) Martínez (Rosario, Provincia de Santa Fe, 12 de enero de 1951-Rosario, 14 de abril de 1977) fue una militante de Montoneros, secuestrada desaparecida, víctima de la última dictadura cívico militar en Argentina

## Breve reseña
Trabajó como maestra, y fue una de las fundadora del Sindicato de Trabajadores de la Educación de Rosario (SINTER), junto a Raúl Héctor García. 
También fue secretaria gremial de AEDEP (Asociación de Educadores de Enseñanza Privada) de Rosario, organización hermana de SINTER y miembro de la CUTE (Central Única de Enseñanza Privada). Durante su gestión, los docentes de escuelas privadas obtuvieron la equiparación salarial con los docentes de las escuelas públicas y el derecho a reunión en los establecimientos escolares de gestión privada. Militó en la organización Montoneros.

## Secuestro y desaparición
Fue secuestrada de su propia casa, el 14 de abril de 1977. Permanece desaparecida.

## Documental
En septiembre de 1976 Amsafe Rosario presentó un documental sobre trabajadores de la educación desaparecidos que incluye además de Graciela, a Raúl Héctor García, Miguel Ángel Urusa Nicolau, Osvaldo Seggiaro, María Susana Brocca, Ana María Gutiérrez, Nora Elma Larrosa, Luis Eduardo Lescano Jobet,  y Elvira Estela Márquez Dreyer.

## Homenaje
En el año 2013 el Ministerio de Educación de la Nación recordó y rindió homenaje a los docentes víctimas de la dictadura, entre ellos Isauro Arancibia, Marina Vilte y Graciela Lotufo.